# Schwabentor (Fribourg-en-Brisgau)
La Schwabentor est avec la Martinstor l'une des deux tours-portes encore conservées des fortifications médiévales de Fribourg-en-Brisgau.

## Histoire
La tour-porte, construite vers 1250, comportait à l'origine un zwinger en direction des douves de la ville et est ouverte du côté de la ville. Ce n'est qu'en 1547 qu'elle est fermée par un mur de pierre face à la ville. En 1572, une tour d'escalier est ajoutée. Un siècle après, Mathäus Schwäri peint un marchand avec un chariot sur le côté du centre-ville, à propos duquel la légende de la Souabe née au XIXe siècle dit qu'il est venu à Fribourg avec deux barils d'argent pour acheter la ville. On se moquait de lui, mais le rire était encore plus grand quand il s'est avéré que les barils ne contenaient que du sable et des cailloux ; sa femme avait secrètement échangé l'argent contre le remplissage sans valeur avant son départ.
La Schwabentor reste en grande partie inchangé jusqu'à la fin du XIXe siècle. Alors qu'une partie de la population exige désormais la démolition des deux portes de la ville restantes pour des raisons liées à la circulation, le maire Otto Winterer fait campagne pour qu'elles soient préservées et rénovées. En juin 1896, un concours est lancé parmi les architectes allemands pour sélectionner un projet pour la conception des Martinstor et Schwabentor. La maison privée Krauss du côté du Schlossberg aurait pu être réaménagée à cet effet, tout comme une ancienne maison de pompiers de l'autre côté. Une conception « efficace et contemporaine » est requise pour l'extrémité supérieure de la tour. Outre Winterer, Josef Durm, Carl Schäfer, Max Meckel et un membre du conseil municipal font office de juges. Cependant, aucune des inscriptions au concours n'a été mise en œuvre. Au lieu de cela, l'administration municipale de Meckel et Schäfer demande des offres parce que les conditions du programme ont changé. En 1899, on décide de construire le tramway électrique de Fribourg, ce qui nécessite le déplacement des maisons privées qui bordent les deux tours. Schäfer suggère d'élever la Schwabentor de 26 à 65 m, et de 22 à 66 m pour la Martinstor. La raison est les maisons les plus hautes de la région. Sa conception combine les éléments existants du début du XIIIe siècle avec des structures gothiques tardives du XVe siècle. À l'été 1901, la rénovation est effectuée par l'entreprise de construction de Fribourg Geis & Bauer et la Schwabentor surélevée est dotée d'un pignon à gradins basé sur le modèle des tours de la ville du nord de l'Allemagne. Le 28 août 1901, la cérémonie est célébrée aux deux portes de la ville avant qu'elles ne soient achevées le 14 octobre lorsque le tramway entre en service.
En 1903, Fritz Geiges ajoute l'image du patron de la ville de Fribourg, Georges de Lydda, terrassant un dragon. Les travaux de rénovation prennent fin en 1913 avec la construction de dépendances dans un style historicisant. En 1954, la rénovation est partiellement inversée et la Schwabentor reçoit un chatior plus simple, similaire à son état d'origine, avec un clocher-tour avec un clocher à bulbe. En 1999, des voies de tramway à faibles vibrations sont installées.
La Schwabentor est en rénovation à partir de l'été 2012. Après avoir retiré le plâtre, il s'avère que les dégâts sont plus importants que prévu. L'élévation antérieure du bâtiment avait fissuré les pierres et les fondations n'étaient pas suffisamment stables, il faut les renforcer. Afin de vérifier, un forage d'essai est réalisé en avril 2013. Seul le coin sud-est de la tour est fondé sur du gravier solide de la Forêt-Noire, tandis que les autres zones des fondations reposent sur des remblais médiévaux. Pour cette raison, des lances en acier sont enfoncées sous les fondations de tourbe et du lait de ciment est pressé pour durcir les fondations et le sous-sol. Cela est fait lors de la rénovation des voies du tramway à Bertoldsbrunnen à l'été 2014, car il n'y avait pas de tramways qui passaient par la porte. Des bandes d'acier sont posées autour de l'intérieur de la maçonnerie à une distance de 5 à 7 m pour la stabilisation. Lors du forage préparatoire, différents types de roches sont rencontrés et les têtes de forage se brisent. Ensuite, le forage est humide, ce qui prend plus de temps. En novembre 2015, le gouvernement du Land décide de soutenir la rénovation avec 210 000 euros de la troisième tranche du programme de financement des monuments du Land. L'échafaudage est retiré en décembre 2015.

## Architecture
Le bâtiment sur un plan carré a une longueur de côté de 11 m et a trois étages au-dessus de l'ouverture de la porte ogivale. Vers l'extérieur, l'épaisseur des murs séparés des différents étages est de plus de 3,5 m en dessous et des deux tiers de celle du dernier étage. La partie inférieure de l'ouvrage en pierre se compose de lourds blocs à bosse en grès rouge, la partie supérieure en pierre de carrière avec de solides bossages d'angle.
Au-dessus de la clé de voûte du côté de l'arche tournée vers la ville se trouve une représentation romane du tireur d'épine, figure connue depuis l'Antiquité, mais ici interprétée de manière chrétienne : l'homme porte en lui l'épine du péché originel, c'est pourquoi un avertissement est émis pour ceux qui sortent de la porte.

## Musée
Depuis 1969, la Schwabentor abrite un petit musée privé sur trois étages, la Zinnfigurenklause qui présente des dioramas de l'histoire de Fribourg-en-Brisgau.

## Source de la traduction
- (de) Cet article est partiellement ou en totalité issu de l’article de Wikipédia en allemand intitulé « Schwabentor (Freiburg im Breisgau) » (voir la liste des auteurs).